# 小行星2452
小行星2452（2452 Lyot），天文學臨時編號1981 FE，是一個位於小行星帶的小行星。於1981年3月30日由洛厄爾天文台近地小行星搜尋計畫的愛德華·鮑威爾發現。
該小行星以發明日冕儀的法國天文學家貝爾納·費迪南·李奧命名。

## 外部連結
- JPL Small-Body Database Browser on 2452 Lyot

| 前一小行星： 2451 Dollfus | 小行星列表 | 後一小行星： 2453 Wabash |